# Cyprinus
Cyprinus ist eine Gattung der Karpfenfische. Die Bezeichnung leitet sich von „Kyprinos“ oder auch „Kyprianos“ ab, dem Namen, den Aristoteles dem Karpfen gab, den er wegen dessen Fruchtbarkeit wahrscheinlich nach einem Beinamen der Aphrodite (Kypris) benannte. Das Verbreitungsgebiet der Gattung umfasst Europa und Kleinasien sowie das kontinentale Ost- und Teile Südostasiens. Allerdings wurden Cyprinus-Arten vielerorts eingeführt und sind daher inzwischen auch außerhalb ihres ursprünglichen Siedlungsgebiets anzutreffen. Insbesondere die Typusart Cyprinus carpio und ihre domestizierten Formen gelten als besonders invasiv und stellen in einigen Einführungsgebieten eine Bedrohung für autochthone Arten dar.

## Merkmale
Es handelt sich um typische Vertreter ihrer Familie mit einem mäßig gestreckten bis hochrückigen und seitlich wenig abgeflachten Körper. Das endständige Maul trägt deutliche Lippen und ist vorstreckbar. In der Regel sind zwei Paar Barteln vorhanden. Die Augen stehen entweder auf oder oberhalb der Körperachse. Drei bis vier Hart- und elf bis 22 Weichstrahlen stützen die langgestreckte Rückenflosse. Der letzte Hartstrahl ist nach hinten gezahnt. Die Afterflosse ist kurz und trägt einen ungeteilten Weichstrahl mit einem Sägeprofil an der Rückseite und fünf bis sechs geteilte Weichstrahlen.: S. 79–80. Deutlich eingekerbt ist die Schwanzflosse. Entlang der vollständigen Seitenlinie sitzen 26 bis 45 der großen Schuppen. Die drei Reihen Schlundzähne stehen überwiegend in der Anordnung 1,1,3 – 3,1,1 selten 1,2,3 – 3,2,1.

## Systematik
Die innere Systematik der Gattung ist sehr kontrovers und die Zahl der anerkannten Untergattungen und Arten häufigen Änderungen unterworfen. So schwankt beispielsweise die Zahl der in Südchina anerkannten Arten zwischen neun und dreizehn, in Abhängigkeit von der Anzahl der vom jeweiligen Autor anerkannten Unterarten. Die Möglichkeit, dass es sich bei einigen dieser Arten um verwilderte Formen domestizierter Cyprinus-Arten handelt wurde ebenso aufgeworfen wie die Hypothese, dass diese Arten das Ergebnis eines adaptiven Prozesses in Südchina und den angrenzenden Gebieten sind.: S. 80–82.
- Cyprinus acutidorsalis Wang, 1979
- Cyprinus bajiangensi Li, 2019
- Cyprinus barbatus Chen & Huang, 1977
- Karpfen (Cyprinus carpio) Linnaeus, 1758
- Cyprinus centralus Nguyen & Mai, 1994
- Cyprinus chilia Wu, Yang & Huang in Wu, Yang, Yue & Huang, 1963
- Cyprinus cocsa Hamilton, 1822
- Cyprinus dai (Nguyen & Doan, 1969)
- Cyprinus daliensis Chen & Huang, 1977
- Cyprinus exophthalmus Mai, 1978
- Cyprinus fuxianensis Yang et al. in Chen & Huang, 1977
- Cyprinus hyperdorsalis Nguyen, 1991
- Cyprinus ilishaestomus Chen & Huang, 1977
- Cyprinus intha Annandale, 1918
- Cyprinus longipectoralis Chen & Huang, 1977
- Cyprinus longzhouensis Yang & Hwang in Chen & Huang, 1977
- Cyprinus megalophthalmus Wu et al., 1963
- Cyprinus micristius Regan, 1906
- Cyprinus multitaeniata Pellegrin & Chevey, 1936
- Cyprinus pellegrini Tchang, 1933
- Cyprinus qionghaiensis Liu, 1981
- Cyprinus rubrofuscus Lacepède, 1803
- Cyprinus yilongensis Yang et al. in Chen & Huang, 1977
- Cyprinus yunnanensis Tchang, 1933[7]

## Belege
1. ↑  Axel Zarske: Cyprinus. In: Claus Schaefer, Torsten Schröer (Hrsg.): Das große Lexikon der Aquaristik. Eugen Ulmer, Stuttgart 2004, ISBN 3-8001-7497-9, S. 316.
2. ↑  Petru M. Bănărescu, Hans-Joachim Paepke: The Freshwater Fishes of Europe. (Band 5. Cyprinidae 2 Teil III: Carassius to Cyprinus; Gastorosteidae) Aula-Verlag, Wiebelsheim 2002, ISBN 3-89104-658-8, S. 87
3. ↑  Petru M. Bănărescu, Hans-Joachim Paepke: The Freshwater Fishes of Europe. (Band 5. Cyprinidae 2 Teil III: Carassius to Cyprinus; Gastorosteidae) Aula-Verlag, Wiebelsheim 2002, ISBN 3-89104-658-8, S. 83.
4. ↑  100 of the World’s Worst Invasive Alien Species, Nr. 30. In: Global Invasive Species Database. issg.org, archiviert vom Original (nicht mehr online verfügbar) am 29. April 2015; abgerufen am 14. Mai 2015.  Info: Der Archivlink wurde automatisch eingesetzt und noch nicht geprüft. Bitte prüfe Original- und Archivlink gemäß Anleitung und entferne dann diesen Hinweis.
5. 1 2  Günther Sterba: Süßwasserfische der Welt. Weltbild Verlag, Augsburg 1998, ISBN 3-89350-991-7, S. 275.
6. 1 2 3  Petru M. Bănărescu, Hans-Joachim Paepke: The Freshwater Fishes of Europe. (Band 5. Cyprinidae 2 Teil III: Carassius to Cyprinus; Gastorosteidae) Aula-Verlag, Wiebelsheim 2002, ISBN 3-89104-658-8, S. 79 ff.
7. ↑  Artenliste nach itis.gov.